# Bou Aiche
Bou Aiche è un comune dell'Algeria, situato nella provincia di Médéa.